# 圣克鲁瓦-德坎蒂亚格
圣克鲁瓦-德坎蒂亚格（法語：Sainte-Croix-de-Quintillargues，法語發音：[sɛ̃t kʁwa də kɛ̃tijaʁɡ]）是法国埃罗省的一个市镇，属于蒙彼利埃区。该市镇总面积6.62平方公里，2009年时的人口为576人。

## 人口
圣克鲁瓦-德坎蒂亚格人口变化图示